# NHL 2000
NHL 2000 är ett ishockeyspel, utgivet 1999. Spelet innehåller bland annat det då nya laget Atlanta Thrashers På spelets omslag medverkar Chris Pronger i St. Louis Blues, i den europeiska utgåvan medverkar Markus Näslund i Vancouver Canucks.

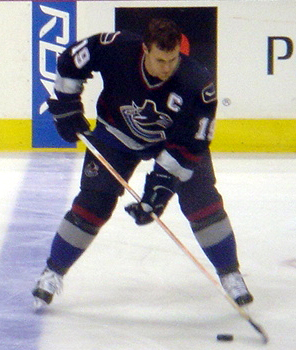
Markus Näslund i Vancouver Canucks medverkar på spelomslaget.

## Musik
| Soundtrack   | Soundtrack                          |
| Artist       | Sång                                |
| ------------ | ----------------------------------- |
| Garbage      | "Push It"                           |
| Gearwhore    | "Accelerator"                       |
| Uberzone     | "Dokta Dokta"                       |
| "Rinôçérôse" | "La Guitaristic House Organisation" |

### Fotnoter
1. ↑  NHL 2000 Review